# Fußballklub 03 Pirmasens 1974-1975
Questa voce raccoglie le informazioni riguardanti il Fußballklub 03 Pirmasens nelle competizioni ufficiali della stagione 1974-1975.

## Stagione
Nella stagione 1974-1975 il Pirmasens, allenato da Bernd Hoss, concluse il campionato di 2. Bundesliga al 2º posto. In Coppa di Germania il Pirmasens fu eliminato agli ottavi di finale dal Rot-Weiss Essen.

## Rosa
| N. |                     | Ruolo | Calciatore            |
| -- | ------------------- | ----- | --------------------- |
|    | Germania (bandiera) | P     | Paul Hornung          |
|    | Germania (bandiera) | P     | Klaus Pudelko         |
|    | Germania (bandiera) | D     | Peter Bernhardt       |
|    | Germania (bandiera) | D     | Volker Faul           |
|    | Germania (bandiera) | D     | Guntram Gentes        |
|    | Germania (bandiera) | D     | Robert Jung           |
|    | Germania (bandiera) | D     | Hermann Kohlenbrenner |
|    | Germania (bandiera) | D     | Rudi Seewald          |
|    | Germania (bandiera) | D     | Werner Tretter        |

| N. |                      | Ruolo | Calciatore       |
| -- | -------------------- | ----- | ---------------- |
|    | Danimarca (bandiera) | C     | Torben Nielsen   |
|    | Germania (bandiera)  | C     | Günter Schlick   |
|    | Germania (bandiera)  | A     | Georg Beichle    |
|    | Germania (bandiera)  | A     | Harry Erhart     |
|    | Germania (bandiera)  | A     | Raimund Krauth   |
|    | Germania (bandiera)  | A     | Günther Michl    |
|    | Germania (bandiera)  | A     | Alfred Seiler    |
|    | Germania (bandiera)  | A     | Dieter Weinkauff |

## Organigramma societario
Area tecnica
- Allenatore: Bernd Hoss
- Allenatore in seconda:
- Preparatore dei portieri:
- Preparatori atletici:

## Calciomercato

### Sessione estiva
| Acquisti | Acquisti       | Acquisti              | Acquisti |
| R.       | Nome           | da                    | Modalità |
| -------- | -------------- | --------------------- | -------- |
| A        | Georg Beichle  | Jahn Ratisbona        |          |
| A        | Raimund Krauth | Eintracht Francoforte |          |
| A        | Günther Michl  | Norimberga            |          |
| C        | Torben Nielsen | Magonza               |          |
| D        | Rudi Seewald   | Freiburger            |          |

| Cessioni | Cessioni | Cessioni | Cessioni |
| R.       | Nome     | a        | Modalità |
| -------- | -------- | -------- | -------- |

### Sessione invernale
| Acquisti | Acquisti | Acquisti | Acquisti |
| R.       | Nome     | da       | Modalità |
| -------- | -------- | -------- | -------- |

| Cessioni | Cessioni | Cessioni | Cessioni |
| R.       | Nome     | a        | Modalità |
| -------- | -------- | -------- | -------- |

## Risultati

### 2. Bundesliga

#### Girone di andata
| Arbitro: | Greiner |

|          |           |             |
| Bopp 55’ | Marcatori | 37’ Beichle |

| Arbitro: | Linn |

|                                 |           |                    |
| Erhart 17’ Weinkauff 84’ (rig.) | Marcatori | 75’ (aut.) Pudelko |

| Arbitro: | Biwersi |

|  |           |                                 |
|  | Marcatori | 42’ Erhart 70’ (rig.) Weinkauff |

| Arbitro: | Morschett |

|                                                        |           |                          |
| Erhart 57’ Krauth 68’ Beichle 73’ Weinkauff 76’ (rig.) | Marcatori | 31’ Pankotsch 35’ Ludwig |

| Arbitro: | Kollmann |

|                                                       |           |  |
| Holzer 15’ Fazlić 16’, 58’ Magath 34’, 82’ Lübeke 69’ | Marcatori |  |

| Arbitro: | Antz |

|                           |           |            |
| Beichle 37’ Weinkauff 41’ | Marcatori | 35’ Haller |

| Arbitro: | Frickel |

|  |           |                        |
|  | Marcatori | 23’ Beichle 51’ Krauth |

| Arbitro: | Engelhardt |

|                 |           |           |
| Krauth 32’, 81’ | Marcatori | 56’ Klier |

| Arbitro: | Walther |

|                     |           |                             |
| Micic 9’ Krause 87’ | Marcatori | 2’ Krauth 37’ Kohlenbrenner |

| Arbitro: | Sinnewe |

|            |           |                   |
| Krauth 40’ | Marcatori | 84’ Schwarzweller |

| Pirmasens 12 ottobre 1974, ore 15:00 CET 11ª giornata | Pirmasens | 0 – 0 referto | Röchling Völklingen | Städtisches Stadion (3 500 spett.)\| Arbitro: \| Schumann \| |
| Arbitro:                                              | Schumann  |               |                     |                                                              |

| Arbitro: | Frickel |

|  |           |            |
|  | Marcatori | 75’ Krauth |

| Pirmasens 3 novembre 1974, ore 15:00 CET 13ª giornata | Pirmasens | 0 – 0 referto | Norimberga | Städtisches Stadion (10 000 spett.)\| Arbitro: \| Antz \| |
| Arbitro:                                              | Antz      |               |            |                                                           |

| Arbitro: | Steigele |

|                               |           |           |
| Aumeier 47’, 75’ Stosberg 73’ | Marcatori | 3’ Erhart |

| Arbitro: | Schröder |

|                        |           |           |
| Gentes 15’, 64’ (rig.) | Marcatori | 68’ Fuchs |

| Arbitro: | Kollmann |

|                                      |           |                                              |
| Weinkauff 14’, 48’ Gentes 53’ (rig.) | Marcatori | 64’ (rig.) Kohlhäufl 75’ Lubanski 84’ Keller |

| Arbitro: | Boos |

|                                       |           |               |
| Zapf 53’ Werner 73’ Gentes 90’ (aut.) | Marcatori | 22’ Weinkauff |

| Arbitro: | Dellwing |

|                                                    |           |               |
| Seiler 13’, 79’, 87’ (rig.) Erhart 35’ Beichle 53’ | Marcatori | 74’ Schleiter |

| Arbitro: | Riegg |

|                                     |           |  |
| Histing 18’ (rig.) Schmidt 58’, 83’ | Marcatori |  |

#### Girone di ritorno
| Arbitro: | Leist |

|                         |           |               |
| Weinkauff 11’ Michl 27’ | Marcatori | 67’ Ruhdorfer |

| Arbitro: | Messmer |

|                                                          |           |           |
| Größler 22’ (rig.) Heidenreich 36’ Sommerer 70’ Horn 77’ | Marcatori | 19’ Michl |

| Arbitro: | Walesch |

|                               |           |  |
| Seiler 47’ Weinkauff 72’, 87’ | Marcatori |  |

| Homburg 16 febbraio 1975, ore 15:00 CET 23ª giornata | Homburg  | 0 – 0 referto | Pirmasens | Waldstadion (6 500 spett.)\| Arbitro: \| Hontheim \| |
| Arbitro:                                             | Hontheim |               |           |                                                      |

| Arbitro: | Schumann |

|                                |           |                        |
| Beichle 29’ Weinkauff 34’, 80’ | Marcatori | 13’ Schmitt 33’ Holzer |

| Arbitro: | Haselberger |

|                                        |           |                            |
| Jörg 18’ Weixler 38’ (rig.) Haller 44’ | Marcatori | 17’, 70’ Seiler 74’ Erhart |

| Arbitro: | Luca |

|                            |           |  |
| Erhart 11’, 76’ Seiler 33’ | Marcatori |  |

| Arbitro: | Engelhardt |

|          |           |                        |
| Ritz 41’ | Marcatori | 26’ Seiler 67’ Beichle |

| Arbitro: | Kollmann |

|                                                                                 |           |  |
| Erhart 22’, 63’, 70’ Seiler 50’, 89’ (rig.) Michl 55’ Weinkauff 57’ Beichle 66’ | Marcatori |  |

| Arbitro: | Hellwig |

|                      |           |  |
| Krstić 7’ Mattes 34’ | Marcatori |  |

| Arbitro: | Nützel |

|                       |           |  |
| Hommrich 20’ Janz 56’ | Marcatori |  |

| Arbitro: | Hontheim |

|                               |           |             |
| Gentes 26’ Pudelko 63’ (rig.) | Marcatori | 61’ Bartels |

| Arbitro: | Dreher |

|               |           |            |
| Meininger 61’ | Marcatori | 58’ Krauth |

| Arbitro: | Schröder |

|                                             |           |            |
| Krauth 22’ Beichle 32’ Seiler 60’ Michl 80’ | Marcatori | 1’ Aumeier |

| Arbitro: | Riegg |

|                                                 |           |  |
| Kübler 10’ Hoffmann 30’, 65’, 77’ Haunstein 88’ | Marcatori |  |

| Arbitro: | Aldinger |

|                                      |           |                        |
| Hartwig 20’ Starzak 67’ Herberth 68’ | Marcatori | 38’ Tretter 72’ Krauth |

| Arbitro: | Biwersi |

|                                           |           |                      |
| Krauth 14’ Pudelko 74’ (rig.) Beichle 83’ | Marcatori | 35’ Werner 79’ Klein |

| Arbitro: | Fleischer |

|                      |           |                 |
| Weber 50’ Künkel 70’ | Marcatori | 62’, 73’ Erhart |

| Arbitro: | Schumann |

|                                               |           |                                     |
| Erhart 23’, 58’ Weinkauff 42’, 54’ Krauth 51’ | Marcatori | 29’ Schauß 38’ Eichhorn 72’ Reuther |

### Coppa di Germania
| Arbitro: | Dreher |

|                                                                    |           |             |
| Beichle 1’, 71’ Nielsen 3’, 63’ Weinkauff 43’ Michl 69’ Krauth 72’ | Marcatori | 8’ Brünning |

| Arbitro: | Dellwing |

|                                                         |           |  |
| Erhart 39’, 46’ Beichle 53’, 78’ Seiler 62’ (rig.), 79’ | Marcatori |  |

| Arbitro: | Kindervater |

|                           |           |                 |
| Krauth 14’, 38’, 46’, 55’ | Marcatori | 29’, 87’ Keller |

| Arbitro: | Klauser |

|                                                                            |           |  |
| Fürhoff 4’ Tretter 10’ (aut.) Burgsmüller 24’ Lippens 27’ Lindner 54’, 66’ | Marcatori |  |

## Statistiche

### Statistiche di squadra
| Competizione      | Punti | In casa | In casa | In casa | In casa | In casa | In casa | In trasferta | In trasferta | In trasferta | In trasferta | In trasferta | In trasferta | Totale | Totale | Totale | Totale | Totale | Totale | DR  |
| Competizione      | Punti | G       | V       | N       | P       | Gf      | Gs      | G            | V            | N            | P            | Gf           | Gs           | G      | V      | N      | P      | Gf     | Gs     | DR  |
| ----------------- | ----- | ------- | ------- | ------- | ------- | ------- | ------- | ------------ | ------------ | ------------ | ------------ | ------------ | ------------ | ------ | ------ | ------ | ------ | ------ | ------ | --- |
| 2. Bundesliga     | 48    | 19      | 15      | 4       | 0       | 54      | 21      | 19           | 4            | 6            | 9            | 21           | 41           | 38     | 19     | 10     | 9      | 75     | 62     | +13 |
| Coppa di Germania | -     | 3       | 3       | 0       | 0       | 17      | 3       | 1            | 0            | 0            | 1            | 0            | 6            | 4      | 3      | 0      | 1      | 17     | 9      | +8  |
| Totale            | 48    | 22      | 18      | 4       | 0       | 71      | 24      | 20           | 4            | 6            | 10           | 21           | 47           | 42     | 22     | 10     | 10     | 92     | 71     | +21 |

### Andamento in campionato
| Giornata  | 1 | 2 | 3 | 4 | 5 | 6 | 7 | 8 | 9 | 10 | 11 | 12 | 13 | 14 | 15 | 16 | 17 | 18 | 19 | 20 | 21 | 22 | 23 | 24 | 25 | 26 | 27 | 28 | 29 | 30 | 31 | 32 | 33 | 34 | 35 | 36 | 37 | 38 |
| --------- | - | - | - | - | - | - | - | - | - | -- | -- | -- | -- | -- | -- | -- | -- | -- | -- | -- | -- | -- | -- | -- | -- | -- | -- | -- | -- | -- | -- | -- | -- | -- | -- | -- | -- | -- |
| Luogo     | T | C | T | C | T | C | T | C | T | C  | C  | T  | C  | T  | C  | C  | T  | C  | T  | C  | T  | C  | T  | C  | T  | C  | T  | C  | T  | T  | C  | T  | C  | T  | T  | C  | T  | C  |
| Risultato | N | V | V | V | P | V | V | V | N | N  | N  | V  | N  | P  | V  | N  | P  | V  | P  | V  | P  | V  | N  | V  | N  | V  | V  | V  | P  | P  | V  | N  | V  | P  | P  | V  | N  | V  |
| Posizione | 9 | 4 | 4 | 2 | 6 | 3 | 2 | 2 | 3 | 3  | 4  | 4  | 3  | 4  | 3  | 4  | 5  | 4  | 5  | 5  | 5  | 3  | 4  | 2  | 2  | 2  | 2  | 2  | 2  | 2  | 2  | 3  | 2  | 3  | 3  | 3  | 3  | 2  |

Legenda:

Luogo: C = Casa; T = Trasferta. Risultato: V = Vittoria; N = Pareggio; P = Sconfitta.

### Statistiche dei giocatori
| Giocatore        | 2. Bundesliga | 2. Bundesliga | 2. Bundesliga | 2. Bundesliga | Relegation Bundesliga | Relegation Bundesliga | Relegation Bundesliga | Relegation Bundesliga | Coppa di Germania | Coppa di Germania | Coppa di Germania | Coppa di Germania | Totale   | Totale | Totale      | Totale     |
| Giocatore        | Presenze      | Reti          | Ammonizioni   | Espulsioni    | Presenze              | Reti                  | Ammonizioni           | Espulsioni            | Presenze          | Reti              | Ammonizioni       | Espulsioni        | Presenze | Reti   | Ammonizioni | Espulsioni |
| ---------------- | ------------- | ------------- | ------------- | ------------- | --------------------- | --------------------- | --------------------- | --------------------- | ----------------- | ----------------- | ----------------- | ----------------- | -------- | ------ | ----------- | ---------- |
| G. Beichle       | 38            | 10            | 0             | 0             | 2                     | 1                     | 0                     | 0                     | 4                 | 4                 | 0                 | 0                 | 44       | 15     | 0           | 0          |
| P. Bernhardt     | 21            | 0             | 1             | 0             | 1                     | 0                     | 0                     | 0                     | 4                 | 0                 | 0                 | 0                 | 26       | 0      | 1           | 0          |
| H. Erhart        | 32            | 15            | 2             | 0             | 2                     | 0                     | 1                     | 0                     | 3                 | 2                 | 0                 | 0                 | 37       | 17     | 3           | 0          |
| V. Faul          | 15            | 0             | 1             | 0             | 0                     | 0                     | 0                     | 0                     | 1                 | 0                 | 0                 | 0                 | 16       | 0      | 1           | 0          |
| G. Gentes        | 38            | 4             | 2             | 0             | 2                     | 0                     | 0                     | 0                     | 4                 | 0                 | 0                 | 0                 | 44       | 4      | 2           | 0          |
| P. Hornung       | 0             | 0             | 0             | 0             | 1                     | 0                     | 0                     | 0                     | 0                 | 0                 | 0                 | 0                 | 1        | 0      | 0           | 0          |
| R. Jung          | 37            | 0             | 3             | 0             | 2                     | 0                     | 0                     | 0                     | 4                 | 0                 | 0                 | 0                 | 43       | 0      | 3           | 0          |
| H. Kohlenbrenner | 30            | 1             | 9             | 0             | 2                     | 0                     | 0                     | 0                     | 3                 | 0                 | 0                 | 0                 | 35       | 1      | 9           | 0          |
| R. Krauth        | 33            | 12            | 2             | 0             | 2                     | 1                     | 0                     | 0                     | 2                 | 5                 | 0                 | 0                 | 37       | 18     | 2           | 0          |
| G. Michl         | 37            | 4             | 4             | 0             | 2                     | 0                     | 0                     | 0                     | 4                 | 1                 | 1                 | 0                 | 43       | 5      | 5           | 0          |
| T. Nielsen       | 38            | 0             | 7             | 0             | 2                     | 0                     | 0                     | 0                     | 4                 | 2                 | 0                 | 0                 | 44       | 2      | 7           | 0          |
| K. Pudelko       | 38            | 2             | 0             | 0             | 2                     | 0                     | 0                     | 0                     | 4                 | 0                 | 0                 | 0                 | 44       | 2      | 0           | 0          |
| G. Schlick       | 1             | 0             | 0             | 0             | 0                     | 0                     | 0                     | 0                     | 2                 | 0                 | 0                 | 0                 | 3        | 0      | 0           | 0          |
| R. Seewald       | 0             | 0             | 0             | 0             | 0                     | 0                     | 0                     | 0                     | 0                 | 0                 | 0                 | 0                 | 0        | 0      | 0           | 0          |
| A. Seiler        | 35            | 11            | 5             | 0             | 2                     | 0                     | 0                     | 0                     | 4                 | 2                 | 0                 | 0                 | 41       | 13     | 5           | 0          |
| W. Tretter       | 34            | 1             | 1             | 0             | 2                     | 0                     | 0                     | 0                     | 3                 | 0                 | 0                 | 0                 | 39       | 1      | 1           | 0          |
| D. Weinkauff     | 35            | 15            | 2             | 0             | 2                     | 2                     | 0                     | 0                     | 4                 | 1                 | 0                 | 0                 | 41       | 18     | 2           | 0          |